# خرچنگ نارگیل
خرچنگ نارگیل (نام علمی: Birgus latro) نام یک گونه از زیرراسته شنارویان‌داران است. خرچنگ‌های نارگیل بزرگترین سخت پوست‌هایی هستند که در زمین زندگی می‌کنند، این خرچنگ‌ها می‌توانند تا یک متر رشد کنند، اما چیزی که آنها را مشهور ساخته‌است قدرت‌شان است: این خرچنگ‌ها قادر هستند بیش از ۳۰ کیلوگرم را بلند کنند، و به دلیل خوردن نارگیل بدین نام شهرت دارند. برای دانستن قدرت گاز گرفتن این خرچنگ‌ها، گروهی از پژوهشگران ۲۹ خرچنگ نارگیل در جزیره اوکیناوا در ژاپن را در محوطه‌ای گرد آوردند و حسگرهای فولادی به دو طرف چنگال این خرچنگ‌ها بستند. نیروهای وارد شده از طرف این خرچنگ‌ها از ۲۹٫۴ نیوتن تا ۱۷۶۵٫۲ نیوتن متفاوت بود؛ گاز گرفتن انسان حدود ۳۴۰ نیوتن است. چون نیروی گاز گرفتن این خرچنگ‌ها وابسته به وزن بدنشان بود، محققان محاسبه کردند که نیروی گاز گرفتن یک خرچنگ ۴ کیلویی باید ۳۳۰۰ نیوتن باشد، که بیشتر از نیروی گاز گرفتن هر نوع حیوانی روی زمین از جمله، پلنگ، خرس و سگ وحشی است.